# Jonatan
Jonatan (hebr. Jônátán: Jahve je dao) lik je o kojem govori Prva knjiga o Samuelu i Druga knjiga o Samuelu (2 Sam 1,7).

## Biblijski izvještaj
Bio je sin kralja Šaula, prirodni baštinik, određen da svog oca naslijedi na čelu izraelskog naroda, te brat Mikale, Davidove žene. Jonatan je bio dobar prijatelj s Davidom koji je trebao stupiti u Šaulovu službu. Međutim Šaul postaje ljubomoran i zavidan Davidu, zato što je ovaj pobjedom nad gorostasom Golijatom Filistejcem zadobio veliko poštovanje i obožavanje naroda. Tako su ljudi vikali: "Šaul pobi tisuće, David na desetke tisuća". Primivši Davida u svoju vojsku, javlja se Šaulova ljubomora i nezgodan Jonatanov položaj. Bio je razapet između sinovske dužnosti i vjernosti prijatelju. U početku, Jonatan nije htio vjerovati u zavist svoga oca. Šaul ga je htio uvući u zavist protiv Davida, ali ovaj nije htio, nego je ostao pravi prijatelj i saveznik. Provjeravajući prave Šaulove osjećaje, postalo mu je jasno da njegov otac želi pogubiti Davida. I tada Jonatan i njegova sestra pomažu Davidu da pobjegne i skloni se kod svećenika. Doznavši to, Šaul daje pogubiti sve svećenike, ali ne pronalazi Davida. Na kraju, Šaul, ali i Jonatan pogibaju u bitci s Filistejcima na gori Gilboi.